# Jacinto Benavente
Jacinto Benavente y Martínez (Madrid, 12 augustus 1866 - aldaar, 14 juli 1954) was een Spaans schrijver die in 1922 de Nobelprijs voor Literatuur ontving, "voor de optimistische manier waarop hij de welbekende traditie van het Spaanse drama voortzette".
Jacinto Benavente y Martínez werd op 12 augustus 1866 geboren als de zoon van de bekende kinderarts Mariano Benavente. Benavente studeerde rechten, tijdens zijn studie overleed zijn vader. Met de ruime erfenis besloot hij uitgebreid door onder andere Engeland, Frankrijk en Rusland te reizen. Na zijn terugkeer in Spanje begon hij met schrijven voor diverse kranten. In 1893 publiceerde hij een aantal gedichten. Ook publiceerde hij Cartas de mujeres ("vrouwelijke brieven") in 1892-1893 en een tweede serie in 1902. Zijn carrière als toneelschrijver begon in 1892 met de publicatie van een kleine collectie toneelstukken. Zijn eerste echte successen waren El nido ajeno en Gente conocida.

## Werken
- El nido ajeno (1894)
- Gente conocida (1896)
- La Gobernadora (1901)
- Rosas de otoño (1905)
- Los intereses creados (1907)
- Señora ama (1908)
- El nietecito (1910)
- El príncipe que todo lo aprendió en los libros
- La malquerida (1913)
- Misteri de dolor (1904)
- La ciudad alegre y confiada (1916)
- Campo de armiño (1916)
- Lecciones de buen amor (1924)
- La mariposa que voló sobre el mar (1926)
- Pepa Doncel (1928)
- Vidas cruzadas (1929)
- Aves y pájaros (1940)
- La honradez de la cerradura (1942)
- La infanzona (1945).
- Titania (1946)
- La infanzona (1947)
- Abdicación (1948)
- Ha llegado Don Juan (1952)
- El alfiler en la boca (1954)